# Хряков, Николай Григорьевич
Николай Григорьевич Хряков (укр. Микола Григорович Хряков; 1829, Льгов — 15 (28) мая 1900, Киев) — киевский купец. Председатель Киевского биржевого комитета (1869—1900). Гласный городской думы (1871—1875). Коммерции советник (1875).

## Биография
Родился в 1829 году в Курской губернии в крестьянской семье. Окончил Льговское училище (1843). Летом 1861-го приехал в Киев, где устроился на работу в киевском филиале петербургской и московской торговых фирм, которые закупали сахар. Достаточно частые поездки по губерниям дали ему возможность непосредственно познакомиться с каждым из владельцев сахарных заводов, что сыграло в дальнейшей его деятельности не последнюю роль.

### Биржевая деятельность
27 сентября 1862 года в городскую думу поступило предложение от киевского купца 1-й гильдии Николая Хрякова «О сооружении в Киеве городской биржи». Через три года, 5 ноября 1865 года, был утверждён «Устав о Киевской бирже», автором которого был Николай Григорьевич Хряков. Получив согласие на формирование контингента биржи, Николай Хряков открыл своей фамилией «Список лиц, изъявивших желание войти в состав биржи». Впоследствии в этом «Списке» насчитывалось 102 человека, среди которых 19-м числился известный тогда купец Терещенко Артемий Яковлевич. На первом собрании Биржевого общества, которое состоялось 13 февраля 1869 года, Хряков был единогласно избран председателем Биржевого комитета.
Он обратился к членам комитета с просьбой сделать взносы в строительство здания биржи и сам внёс первым 500 рублей наличными, что было больше взносов некоторых обществ. Здание биржи было построено на углу улиц Институтской и Крещатика (в период немецкой оккупации оно было разрушено). По другим данным, на улице Институтской, 7 (ныне — клуб Кабинета Министров Украины).

### Финансовая деятельность
В 1863 году Николай Хряков пришёл на работу в киевскую контору Государственного банка как член учётного комитета по торгово-промышленным вопросам. Кроме банковской деятельности, он активно выступал с научными статьями по финансовым вопросам, став достаточно известным не только в редколлегии журнала, но и в финансовых кругах Петербурга. Чтобы судить о личном вкладе Николая Хрякова в финансовое дело, достаточно сказать, что за 9 лет своей деятельности в киевской конторе Государственного банка, по представлению министра финансов он был в разные годы награждён тремя золотыми медалями «за усердие» для ношения на шее на Анненской, Владимирской и Александровской лентах.
Николаю Хрякову и Николаю Бунге, хорошо известным в Киеве деятелям, принадлежала инициатива в организации Киевского общества взаимного кредита, созданного с целью развития городского жилищного строительства.

### Государственная служба
В 1871 году Николай Хряков был избран в гласные городской думы. Его безупречная служба на этом поприще была достаточно известна. Только последние четыре года своей жизни он был вынужден по состоянию здоровья отказаться от этой должности.

### Предпринимательская деятельность
Николай Хряков известен как организатор строительства сахарных заводов в Украине. Заводы Степановского, Севериновского и Кашперовского обществ строились непосредственно под его опекой, а других — с его помощью. В 1878 году на одном из заседаний синдиката сахарозаводчиков Юго-Западного края Николай Хряков был единогласно избран председателем этого объединения. Он также организовал строительство бумажных фабрик Дитятковского общества, и впоследствии стал его директором-распорядителем. Производство бумаги на фабриках этого общества, благодаря применению лучших технологий, было доведено до высочайшего качества, а работники чувствовали моральное и материальное удовлетворение. По словам современника, каждая фабрика представляла собой упорядоченный посёлок с ремесленным училищем, народной школой, больницей, хорошей библиотекой.
Немалой заслугой перед Киевом было основание Николаем Хряковым пивоваренного завода на Подоле и вальцовой мельницы. Производительность завода достигала 340 000 ведёр разного пива (баварского, чешского, мюнхенского, экспорта, портера и мёда) на сумму 410 000 рублей в год. Вальцовая мельница Николая Хрякова перемалывала за год 900 000 пудов ржи, из которой производилось пять сортов муки, сбыт его был преимущественно местным.
За особые достижения в мельничном деле Николай Хряков на Киевской сельскохозяйственной и промышленной выставке 1897 года награждён Большой серебряной медалью. В том же году на заседании Киевского купеческого собрания Николай Григорьевич Хряков и Николай Артемьевич Терещенко были выбраны почётными членами этого собрания.

### Благотворительная деятельность
Николай Хряков был человеком большой души и высокой внутренней культуры. Будучи настоящим поклонником живописи, он с искренним удовольствием предоставлял для организованных в городе художественных выставок просторный зал в собственном доме на Бибиковском бульваре, 9.
Николай Хряков первым поставил вопрос в биржевом обществе о необходимости построения в Киеве технического училища и организовал сбор средств для этой цели. Собранные таким образом 75 000 рублей были направлены на учреждение в Киеве Политехнического института имени Александра II.
В течение 25 лет Николай Хряков был почётным охранником по хозяйственной части Киевской духовной академии. Будучи сам глубоко верующим человеком, он заботился о поддержке великолепия храмов в городе, жертвуя для этого достаточно большие суммы из собственных средств. Особую заботу проявлял и в отношении малообеспеченных киевлян, потому что всегда помнил, что является сыном бедного крестьянина. Как вспоминал впоследствии киевский городской голова Степан Сольский: «Николай Григорьевич Хряков никогда не прерывал братского союза и братской любви с той средой, из которой вышел. Многие из бедных семей Киева получали от него посильную поддержку и облегчение своего горя».

## Смерть и погребение
В начале мая 1900 года Николай Хряков заболел испанкой. Его смерть утром 15 (28) мая 1900 года застала многих, кто знал его, неожиданно. Вспоминали, что буквально недели за две до болезни он проявлял большую для своих лет энергию, интересуясь вопросом скорейшего осуществления проекта соединения Киева прямой железнодорожной магистралью с Петербургом и Одессой.
В день похорон 17 (30) мая 1900 года, вся Большая Подвальная, где в доме № 17 жил Николай Хряков с семьёй, была заполнена народом и экипажами. Весь официальный Киев, представители промышленного и торгового капитала считали своим долгом проводить в последний путь этого человека. Траурный кортеж поочерёдно останавливался в местах, где работал покойный: у зданий городской думы и биржи на Крещатике, а также на Банковой — у Киевской конторы Государственного банка. Здесь были отслужены короткие молебны и с прощальным словом выступили руководители упомянутых учреждений.
Похоронили Николая Хрякова на Аскольдовой могиле. Кладбище на Аскольдовой могиле в 1930-х годах было уничтожено, и могила Николая Хрякова при этом бесследно исчезла.

## Семья
- Жена — Хрякова Стефанида Ивановна (18 ?? — 1889).

Их дочь Мария Николаевна (18 ?? — 1907) была замужем за Н. И. Максимовичем (1855—1928).

## Награды и отличия
- Орден Святой Анны 2-й степени,
- Орден Святого Владимира 4-й и 3-й степеней,
- Орден Святого Станислава 3-й, 2-й и 1-й степеней.